# Sandro Aminašvili
Sandro Aminašvili (* 21. února 1992 Tbilisi) je gruzínský zápasník–volnostylař.

## Sportovní kariéra
Je rodákem z obce Teleti na výpadové silnici z Tbilisi do Marneuli. Sportovnímu zápasení se věnoval od 11 let v Tbilisi v tělocvičně Bičika Papašviliho. Vrcholově se připravuje pod vedením Emzara Bedynejišviliho. V gruzínské mužské volnostylařské reprezentaci se prosazuje od roku 2015 ve váze do 86 kg. V témže roce se třetím místem na mistrovství světa v Las Vegas kvalifikoval na olympijské hry v Riu v roce 2016. V Riu se však nepotkal s formou a vypadl v úvodním kole po vyrovnaném souboji na pomocná kritéria s Polákem Zbigniewem Baranowskim.

## Výsledky
| Olympijské hry     |    |   |   | —  |   |   |    | úč. |   |     |     |  |  |  |  |  |  |  |  |  |  |  |  |  |
| Mistrovství světa  | —  | — | — |    | — | — | 3. |     | — | úč. | úč. |  |  |  |  |  |  |  |  |  |  |  |  |  |
| Evropské hry       |    |   |   |    |   |   | 3. |     |   |     | úč. |  |  |  |  |  |  |  |  |  |  |  |  |  |
| Mistrovství Evropy | —  | — | — | —  | — | — | 3. | —   | — | 3.  | úč. |  |  |  |  |  |  |  |  |  |  |  |  |  |
| MS juniorů         | —  | — | — | —  |   |   |    |     |   |     |     |  |  |  |  |  |  |  |  |  |  |  |  |  |
| ME juniorů         | —  | — | — | 5. |   |   |    |     |   |     |     |  |  |  |  |  |  |  |  |  |  |  |  |  |
| ME dorostenců      | 2. |   |   |    |   |   |    |     |   |     |     |  |  |  |  |  |  |  |  |  |  |  |  |  |